# Schlichenbach (Usa)
Der Schlichenbach ist ein gut 1 km langer rechter und westlicher Zufluss der Usa.

## Geographie

### Verlauf
Der Schlichenbach entspringt im Taunus, südlich von Usingen und westlich von Neu-Anspach-Westerfeld in einem Waldgelände nordöstlich vom Reifertsberg auf dem Gebiet der Gemarkung Neu-Anspach. Östlich und südlich des Quellgebiets befinden sich vorgeschichtliche Hügelgräber. Der Schlichenbach fließt  zunächst westlicher Richtung. Er wechselt seine Laufrichtung nach Nordwesten und wird auf seiner linken Seite von zwei namenlosen Zuläufen gespeist. Seine Laufrichtung ist nun mehr nach Norden ausgerichtet. Er verlässt den Wald an der Grenze zwischen Neu-Arnspach und Usingen. Nach dem Durchfließen eines kleinen Tümpels wechselt er abermals seine Laufrichtung nach Nordwesten und mündet schließlich südwestlich vom Galgenkopf von der rechten Seite in die Usa ein. Zwischen Galgenkopf und Schlichenbach soll sich der Burgstall Binzelberg befunden haben.

### Flusssystem Usa
- Fließgewässer im Flusssystem Usa